# Kaduj
Kaduj (in russo Кадуй?) è un insediamento di tipo urbano, capoluogo del Kadujskij rajon dell'Oblast' di Vologda, nella Russia europea.